# Alfabeto africano de referencia
El Alfabeto africano de referencia es un alfabeto basado en el alfabeto latino propuesto en una conferencia organizada por la UNESCO en 1978. Fue creado para armonizar las transcripciones de las lenguas de África. El alfabeto se basa en la idea de vincular una letra para cada fonema, evitando dígrafos.

## Historia
Desde el siglo XIX se desarrolló varios alfabetos para transcribir las lenguas africanas. Karl Richard Lepsius creó el «alfabeto estándar, por Lepsius», basado en el alfabeto latino, para transcribir los jeroglíficos egipcios. En ediciones posteriores incluyeron otros idiomas africanos.
En 1928 Diedrich Westermann dirigió el grupo de lingüistas que desarrolló el Alfabeto africano, también llamado «alfabeto internacional africano». Basado en el alfabeto fonético internacional, era un alfabeto sin signos diacríticos, pero con dígrafos. Fue creado en el Instituto Internacional de Lenguas y Culturas de África en Londres.
A partir de los años sesenta del siglo XX tuvieron lugar varias conferencias sobre la alfabetización en África (Abiyán e Ibadán, 1964) en la que recomendó el uso de las lenguas maternas. En la conferencia de 1966 en Bamako se convirtió en un estudio de las transcripciones existentes de diferentes idiomas, encaminadas a su desarrollo.
La conferencia en Niamey, que tuvo lugar en julio de 1978, estableció el alfabeto para la armonización de las lenguas de África subsahariana, sobre todo teniendo en cuenta las lenguas habladas en varios países. Se basa principalmente en «alfabeto internacional africano».
En 1982 los lingüistas Michael Mann y David Dalby, que asistieron a la conferencia en Niamey, propusieron una revisión del alfabeto. Este consistía en un alfabeto con sesenta letras, ya que incluía a «ʌ, ƈ, ç, ɠ, ɦ, ɟ, λ, , ƥ, ɽ, ƹ, Ɂ» y suprimía a «c̱, ḏ, ẖ, q̱, ɍ, s̱, ṯ, x̱, ẕ». El cambio fundamental fue que las letras tenían sólo la versión minúscula. También propusieron un teclado de África.

## Alfabeto
El alfabeto africano de referencia se compone de 56 letras, incluyendo mayúsculas y minúsculas. Algunos de los grafemas consisten en caracteres latinos con diacríticos, como barras y ganchos:
| Minúsculas 1  | a | ɑ | b | ɓ | c | c̱ | d | ḏ | ɖ | ɗ | ð        | e | ɛ | ǝ |
| Mayúsculas 1  | A | Ɑ | B | Ɓ | C | C̱ | D | Ḏ | Ɖ | Ɗ | enlace:Ð | E | Ɛ | Ǝ |
| Minúsculas 2  | f | ƒ | g | ɣ | h | ẖ | i | ɩ | j | k | ƙ        | l | m | n |
| Mayúscula 2   | F | Ƒ | G | Ɣ | H | H̱ | I | Ɩ | J | K | Ƙ        | L | M | N |
| Minúsculas 3  | ŋ | o | ɔ | p | q | q̱ | r | ɍ | s | s̱ | ʃ        | t | ṯ | ƭ |
| Mayúsculas 3  | Ŋ | O | Ɔ | P | Q | Q̱ | R | Ɍ | S | S̱ | Ʃ        | T | Ṯ | Ƭ |
| Minúsculas 4  | ʈ | θ | u | ʊ | v | ʋ | w | x | x̱ | y | ƴ        | z | ẕ | ʒ |
| Mayúscula 4   | Ʈ | Ɵ | U | Ʊ | V | Ʋ | W | X | X̱ | Y | Ƴ        | Z | Ẕ | Ʒ |
| Demás letras: |   |   |   |   |   |   |   |   |   |   |          |   |   |   |
| Minúsculas 1  | ʌ | ƈ | ç | ɠ | ɦ | ɟ | λ | ɲ | ƥ | ɽ | ƹ        | ɂ |   |   |
| Mayúsculas 1  | Ʌ | Ƈ | Ç | Ɠ | ɦ | Ɉ | ⅄ | Ɲ | Ƥ | Ɽ | Ƹ        | ʔ |   |   |

En la versión manuscrita aparecen las letras ḍ, ḥ, ṣ, ṭ e ẓ con punto inferior en lugar de un macrón inferior.
En la relación de grafemas se incluyen también diacríticos sobrescritos (agudo (´), grave (`), circunflejo (^), carón (ˇ), macrón (¯), tilde (˜), diéresis (¨) y punto superior (˙)) y nueve signos de puntuación (punto, coma, punto y coma, paréntesis, corchetes, signo de interrogación y signo de exclamación).